# Carrera de San Jerónimo
La carrera de San Jerónimo es una calle del centro de Madrid que discurre entre la Puerta del Sol y la plaza de las Cortes (Palacio de las Cortes de España). Se llegó a denominar la calle «camino del Sol». La calle tiene dos tramos diferenciados, el primero sale de la parte oriental de la Puerta del Sol, casi paralelo a la calle Alcalá hasta llegar a la plaza de Canalejas, y desde ahí enfila hacia San Jerónimo el Real muriendo la calle en la plaza de las Cortes.

## Historia
Antiguo camino o carrera hacia el monasterio de los Jenónimos, al otro lado de las huertas conocidas como el Prado de los Jerónimos, ya en el siglo xvi se documentan las primeras edificaciones y la construcción de una alcantarilla en 1618. Uno de los más antiguos fue convento de Mínimos de la Victoria que llegaba desde la Puerta del Sol hasta la calle de la Victoria. También estuvo aquí el Hospital de San Pedro de los Italianos, fundado en 1538 y así llamado por ser hospedería y refugio para los viajeros e inmigrantes italianos. Existieron hacia el final de la carrera dos antiguos edificios, la Torrecilla de la Música, y un convento de monjas bernardas de la Concepción, popularmente conocido como monasterio de Pinto; ambos edificios fueron derribados durante la desamortización de Mendizábal. Se hizo popular la fonda: La Fontana de Oro lugar de reunión y tertulia política que reflejó Benito Pérez Galdós en su novela La Fontana de Oro. Esquina a la vecina calle de la Victoria prosperó el Hotel Embajadores, y más al fondo de la calle se encontraba el Hotel Rusia.

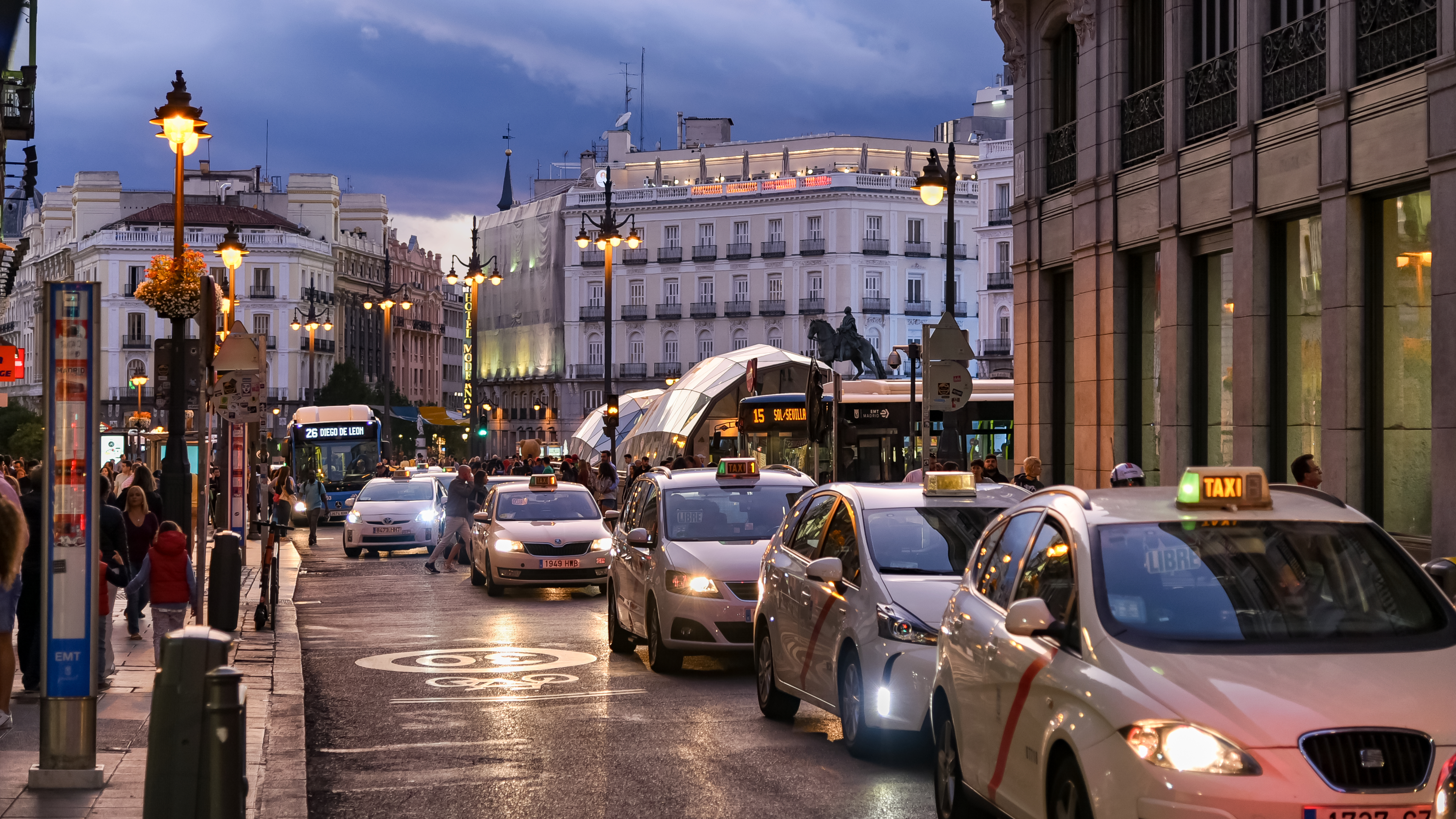
Taxis al comienzo de la calle.

El restaurante Lhardy ubicado en el número ocho de la carrera de San Jerónimo fue inaugurado en el año 1839 por el francés Emilio Huguenin Lhardy. Es considerado uno de los primeros y más antiguos restaurantes de Madrid, por lo menos tal y como se conoce hoy en día, es decir: menú con precio para cada plato. En 1855 el confitero de Jijona, Luis Mira, inauguró en el número treinta de la calle la Casa Mira. Se atribuye a Prosper Mérimée la puesta en marcha de otro restaurante en el número veintitrés, que no llegó a prosperar.

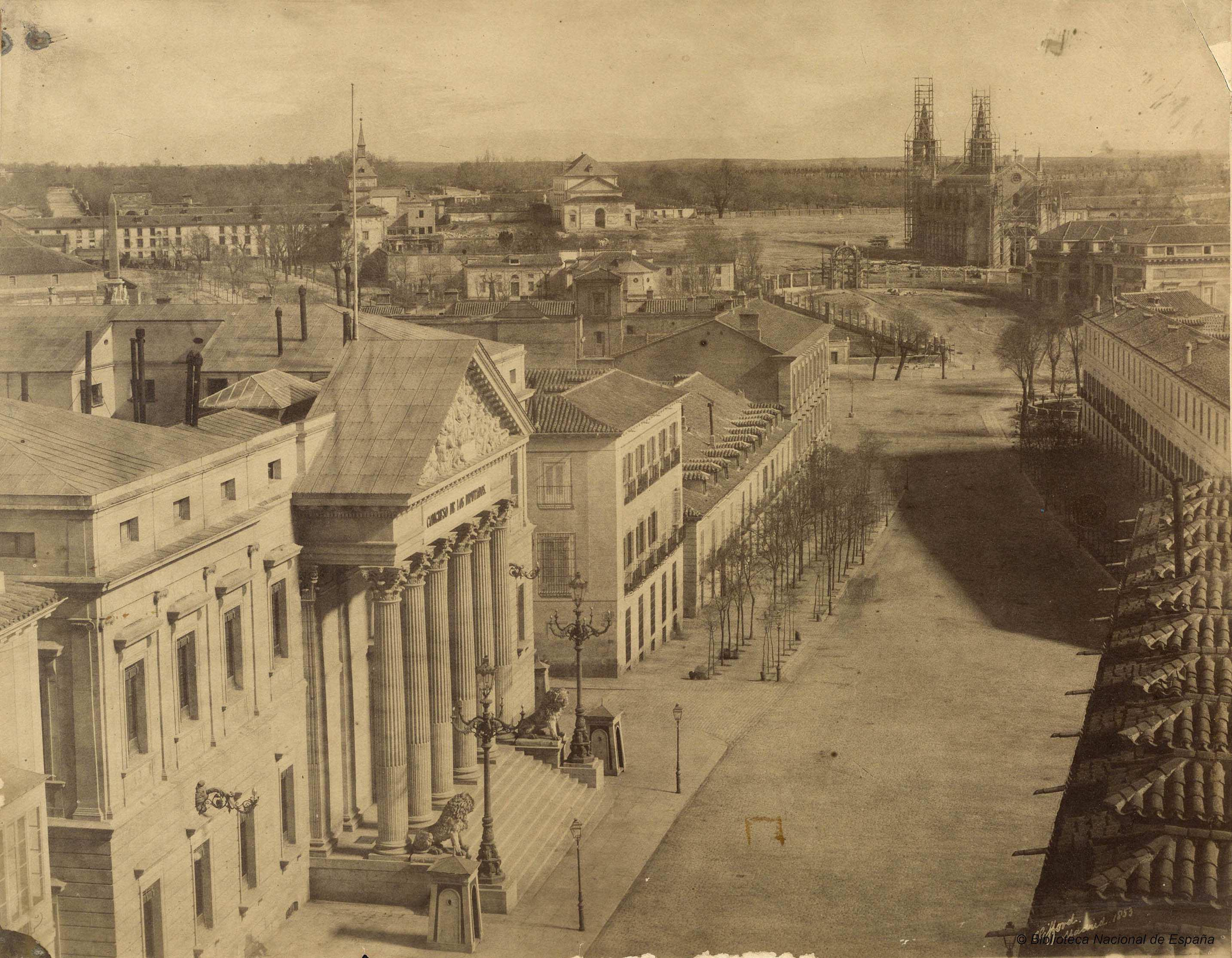
Tramo final de la calle en una fotografía de Charles Clifford (1853)

En el segundo tramo de la calle existían diversas casas y palacetes nobiliarias, la del Marqués de Santiago (en la que residió por algún tiempo el Casino de Madrid), la casa del Duque de Tamames, la del Marqués de Valdegena (en cuya esquina se encontraba la botillería de Canosa). Existió en el número veinticuatro la Cervecería Inglesa en un edificio que sería derribado para construir el Teatro Reina Victoria. Justo enfrente se encontraba el Café de la Iberia. En el número treinta y cinco se encuentra el Palacio del marqués de Miraflores.
La fecha de la primera proyección cinematográfica en España es un debate abierto entre diversos autores, algunos mencionan que se realizó en Madrid el 11 de mayo de 1896 en el circo de Parish. Una placa inaugural localizada en la calle (a la altura del número 34) da inicialmente la fecha el 15 de mayo de 1896, siendo posteriormente sustituida y rectificada por la fecha del 14 de mayo de 1896. La primera proyección abierta al público ocurrió en los bajos del Hotel Rusia en esta calle en el cinematógrafo de los hermanos Lumière (para la prensa e invitados especiales se dio un pase el día 13 de mayo).

## Ilustres vecinos
Quizá el más ilustre de ellos fue Francisco de Goya que vivió en una casa de la marquesa de Campollano, entre 1778 y 1779.